# Destiny (mòdul de la ISS)
Destiny va ser el quart mòdul col·locat a l'Estació Espacial Internacional i el segon fabricat per la NASA després del Unity. És la principal instal·lació d'operacions per les càrregues de recerca dels Estats Units a bord de l'estació. Va ser connectat, al mòdul Unity, i activat en un període de cinc dies el febrer de 2001, durant la missió STS-98. Destiny va ser la primera estació orbital permanent d'investigació des de la retirada del Skylab el febrer de 1974.
La companyia Boeing va començar la fabricació del mòdul de 14,5 tones d'alumini durant 1995 al Centre de Vol Espacial Marshall a Huntsville (Alabama). Les seves dimensions són 8,5 metres de llarg per 4,3 d'ample. Els astronautes treballen a l'interior del laboratori pressuritzat per dirigir diferents investigacions. Alguns dels seus objectius són l'estudi de materials, biotecnologia, enginyeria, medicina i física en condicions de microgravetat.

## Llançament i instal·lació

Pòster de la missió per STS-98

Destiny es va llançar a l'ISS a bord de la missió del STuttle-Space Shuttle. Es va llançar a l'òrbita terrestre el 7 de febrer de 2001 a bord del transbordador espacial Atlantis. El 10 de febrer de 2001 a les 9:50 am CST, va començar la instal·lació del Destiny. Primer, es va fer servir el Shuttle SRMSS (CanadaArm) per a eliminar l'adaptador d'aparellament pressuritzat 2 (PMA 2) del port endavant del node d'Unity per fer lloc al nou mòdul. El PMA-2 es va guardar temporalment a l'anell d'atracament davanter de l'armadura d'Z1. Destiny va ser "agafat" pel braç robòtic a les 23:23, aixecat de la badia de l'Atlàntida i atracat al primer port de Unity. Dos dies més tard, PMA-2 es va traslladar a la seva ubicació semipermanent a la portellada de Destiny. Diversos anys després, el 14 de novembre de 2007, el mòdul Harmony es va adjuntar al final del laboratori Destiny.
L'addició de Destiny va augmentar el volum habitable en 3.800 peus cúbics, un augment del 41 per cent.

## Veggie
El 2016 la tripulació de la ISS va dur a terme un experiment de la Veg-03. Al novembre es va collir una collita d'enciam comestible de romaine que va contribuir a l'àpat de la tripulació. També les mostres de la col es retornen a la Terra per a la seva prova com a part de l'experiment. Utilitzen el mòdul d'experiments Veggie en el Destiny, que pot proporcionar llum i nutrients per a experiments de creixement de plantes.

## Galeria d'imatges

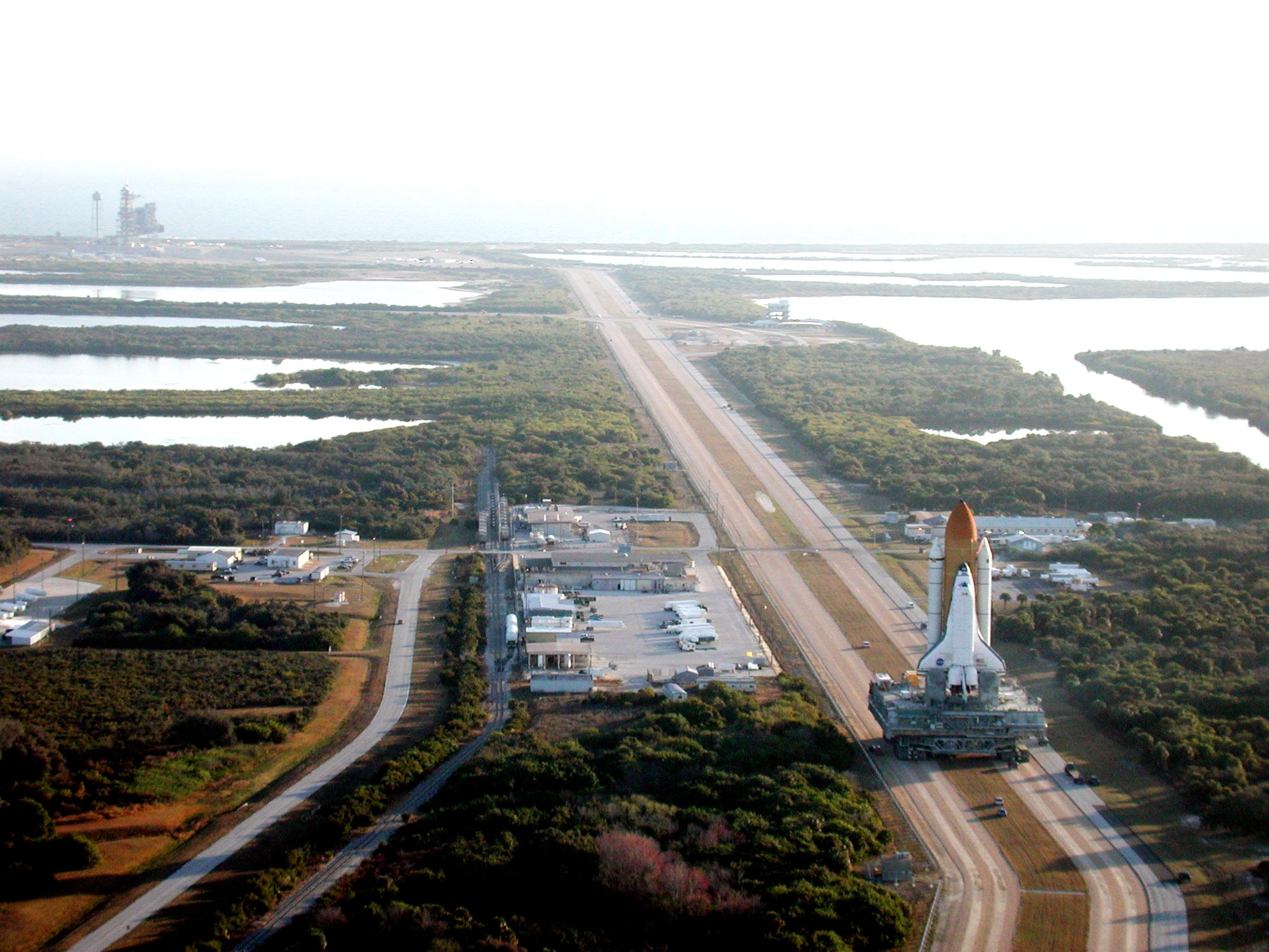
Destiny es dirigeix cap al ram de llançament a bord del rastrejador
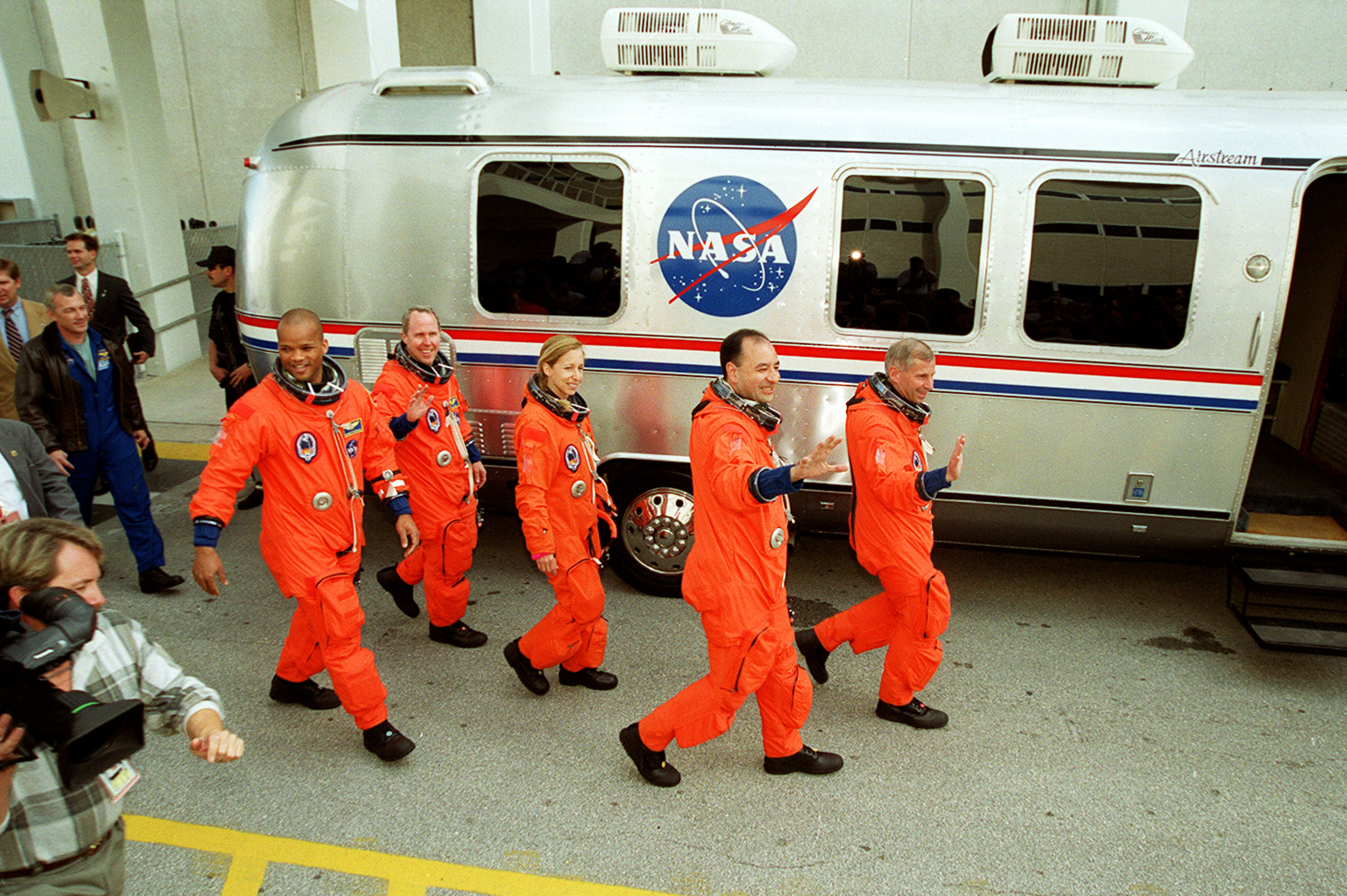
La tripulació llançadora es dirigia cap al llançament
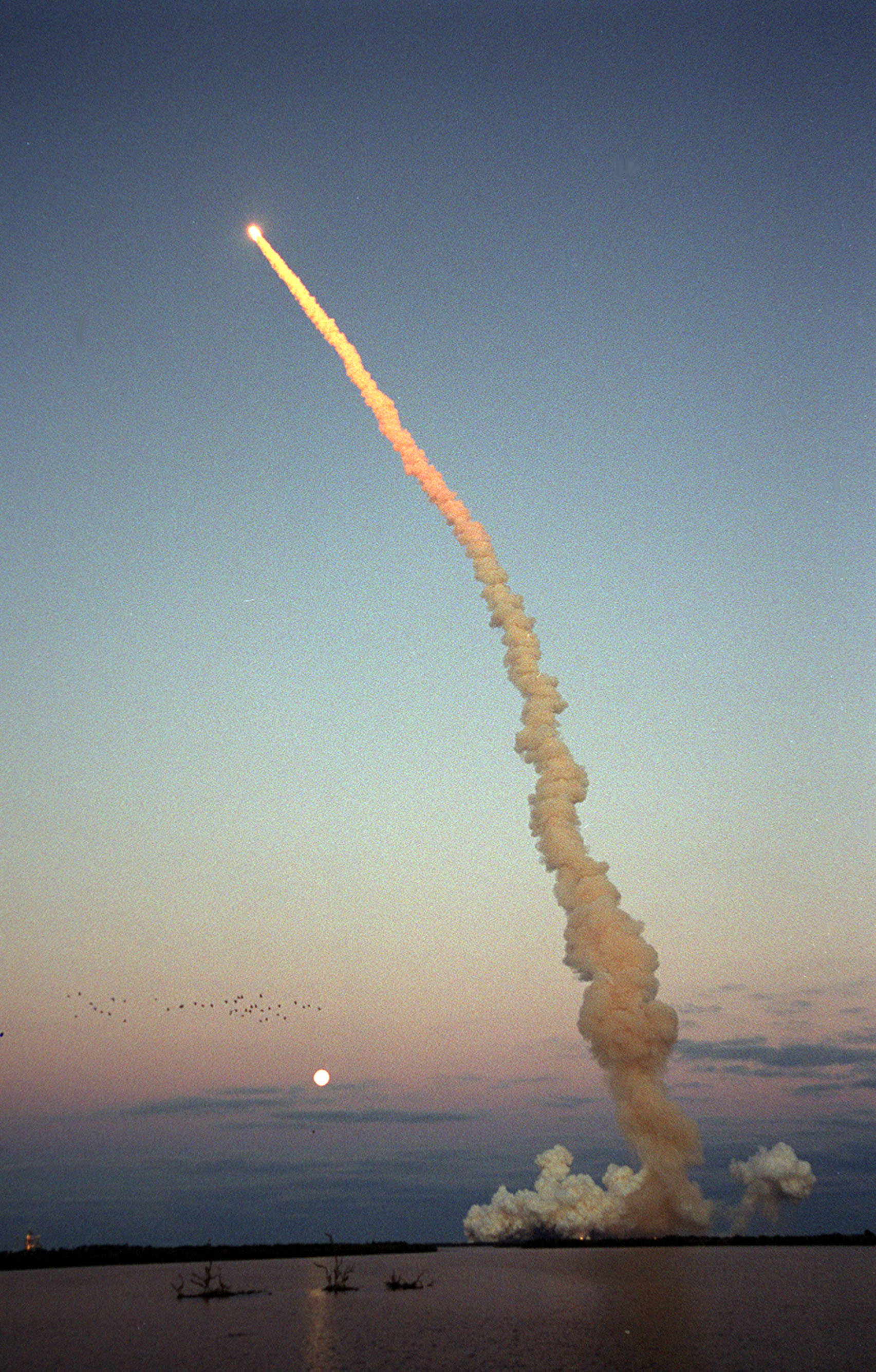
Enlairament
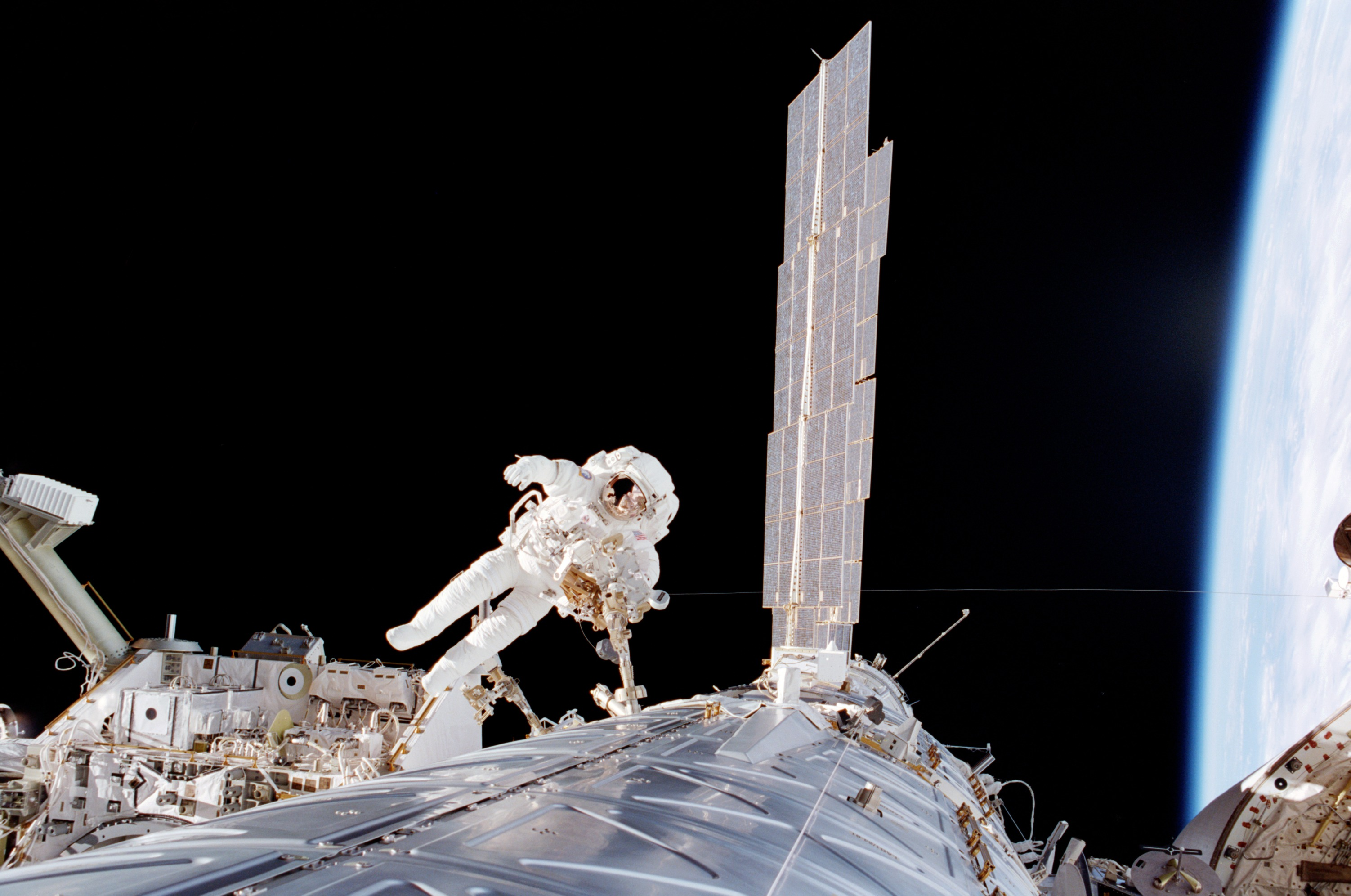
Astronauta a EVA amb Destiny
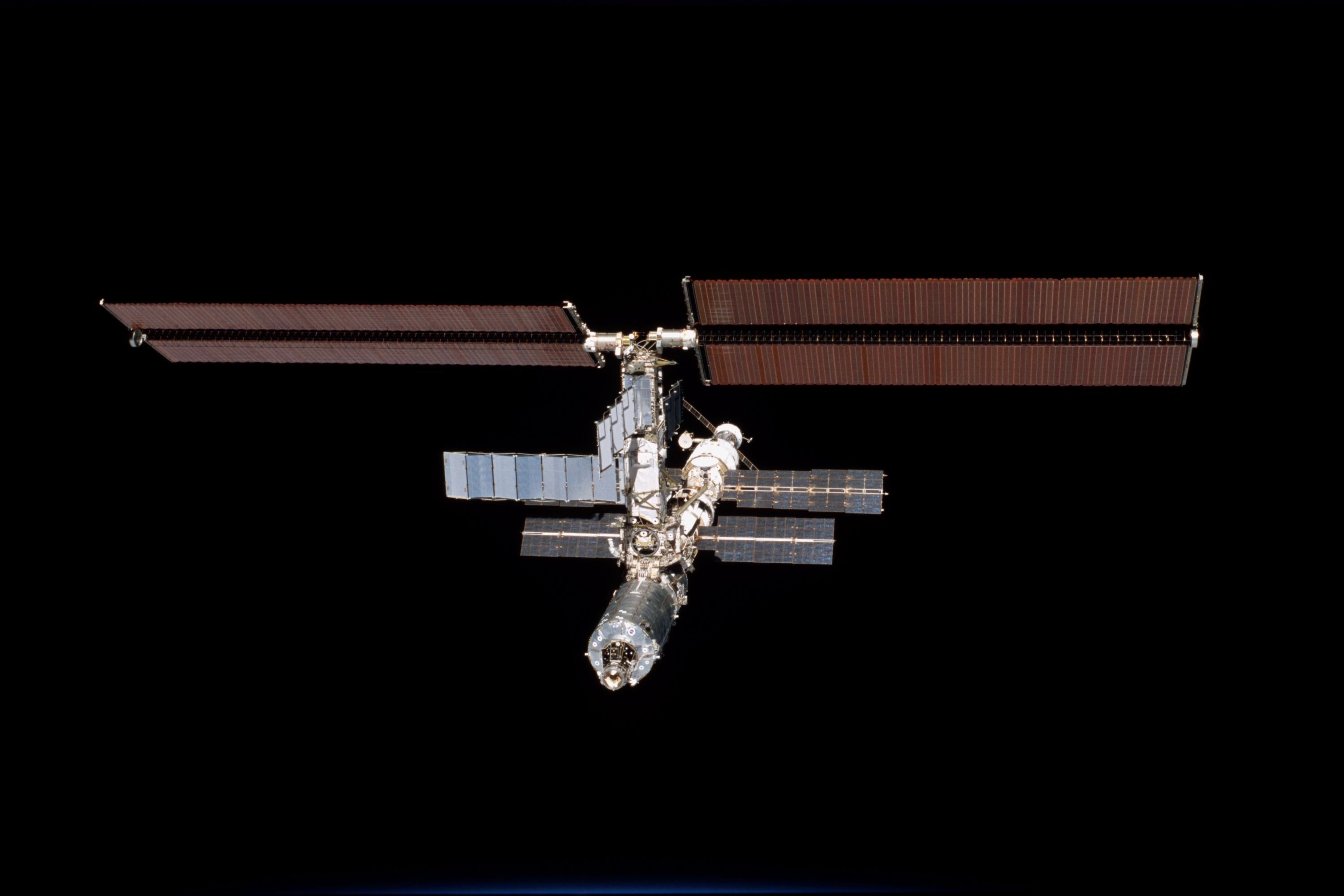
El recent ISS amb el Laboratori Destiny, febrer de 2001
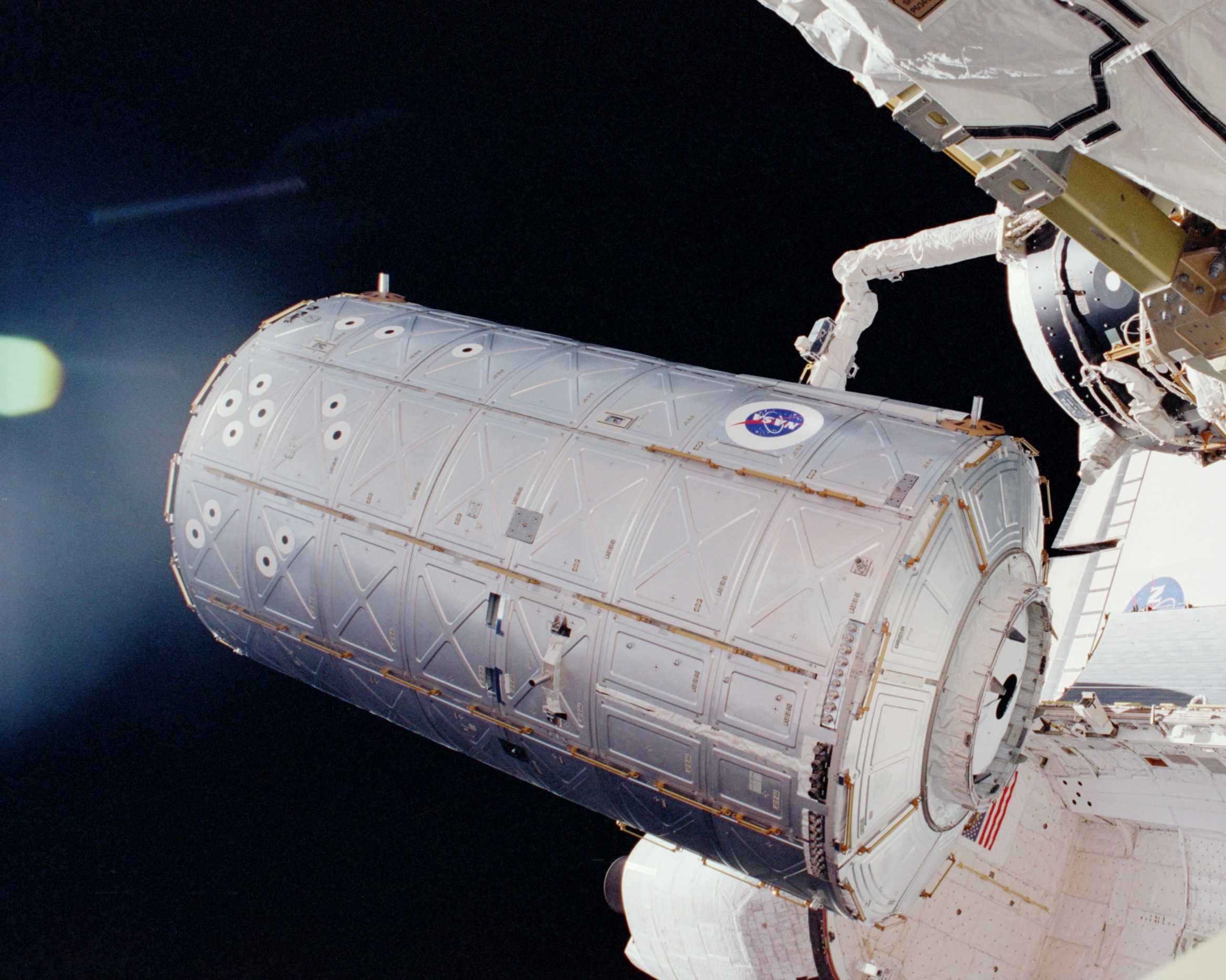
El mòdul Destiny (NASA) essent instal·lat a l'Estació Espacial Internacional